# فيلس (تيرول)
فيلس (بالألمانية: Vils) هي بلدة تقع في منطقة رويتيه في ولاية تيرول النمساوية. لها تاريخ طويل وغني لعشرة أجيال أو أكثر من المصهرات الممتازة. من أبرز أفراد عائلة ريف (أو روف) دومينيكوس ريف. توجد أمثلة على عمله في المتحف هناك.

## الجغرافية
تقع فيلس على الحدود الألمانية مع بافاريا. بعد مرور فترة وجيزة عبر المدينة, يتدفق نهر فيلس إلى نهر ليخ.